# Харем-и Хумаюн

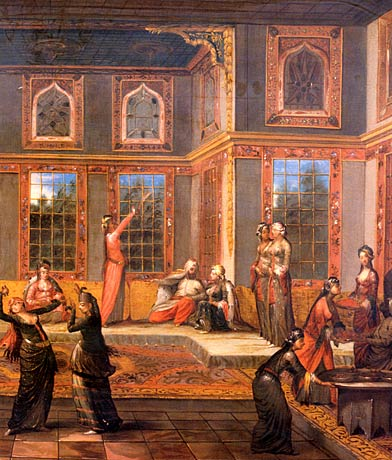
Сцена в гареме. Картина Мур, Жан-Батист ван

Харем-и Хумаюн (тур. Harem-i Hümâyûn) — гарем султанов Османской империи, влиявший на решения султана во всех областях политики.
Султанский гарем располагался в стамбульском дворце Топкапы. Здесь проживали мать (валиде-султан), сёстры, дочери и наследники (шахзаде) султана, его жёны (кадын-эфенди), фаворитки и наложницы (одалиски, рабыни — джарийе). В гареме могло одновременно проживать от 700 до 1200 женщин. Обитательницам гарема прислуживали чёрные евнухи (караагалар), которыми командовал дарюссааде агасы. Капы-агасы, глава белых евнухов (акагалар), отвечал и за гарем и за внутренние покои дворца (эндерун), где жил султан. До 1587 года капы-агасы обладал внутри дворца властью, сопоставимой с властью визиря вне его, затем более влиятельными стали главы чёрных евнухов.
Самим гаремом фактически управляла валиде-султан. Следующими по рангу были незамужние сестры султана, затем его жены.
Доход женщин султанской семьи составляли средства, называемые башмаклык («на башмачок»).
В султанском гареме было мало рабынь, обычно наложницами становились девочки, которые были проданы своими родителями в школу при гареме и прошли в ней специальное обучение. Девочек покупали у отцов в возрасте 5—7 лет и воспитывали до 14—15 лет. Их обучали музыке, кулинарии, шитью, придворному этикету, искусству доставлять наслаждение мужчине. Продавая дочь в школу при гареме, отец подписывал бумагу, где было указано, что он не имеет на дочь никаких прав и согласен не встречаться с ней до конца жизни. Попадая в гарем, девушки получали другое имя.
Выбирая наложницу на ночь, султан посылал ей подарок (часто — шаль или перстень). После этого её отправляли в баню, одевали в красивую одежду и отправляли к дверям спальни султана, где она ждала пока султан не ляжет в постель. Войдя в спальню, она ползла на коленях до постели, и целовала ковер. Утром султан посылал наложнице богатые подарки, если проведенная с ней ночь ему понравилась.
Султан мог иметь фавориток — гюзде. Если наложница беременела, то она переводилась в разряд счастливых — икбал. После рождения ребёнка она получала статус жены султана — «кадын». Ей полагалась отдельная комната и ежедневное меню из 15 блюд, а также множество рабынь-служанок. Только одной из жён султан мог дать титул султанши, сын которой мог наследовать трон. Все наложницы и рабыни гарема, а также остальные жены были обязаны целовать подол платья султанши. Равной ей считалась лишь мать султана — валиде. Валиде-султан, независимо от её происхождения, могла быть очень влиятельной (наиболее известный пример — Нурбану).
По прошествии 9 лет наложница, ни разу не избранная султаном, имела право покинуть гарем. В таком случае султан находил ей мужа и давал приданое, она получала документ о том, что является свободным человеком.
Влияние обитателей гарема на султанов использовали посланники иностранных государств. Так, посол России в Османской империи М. И. Кутузов, прибыв в сентябре 1793 года в Стамбул, отправил валиде-султан Михришах подарки, и «султан внимание сие к его матери принял с чувствительностью». Кутузов удостоился ответных подарков матери султана и благосклонного приёма у самого Селима III. Российский посол упрочил влияние России в Турции и склонил её к вхождению в союз против революционной Франции.
С XIX века, после отмены рабства в Османской империи, все наложницы стали поступать в гарем добровольно и с согласия родителей, надеясь на достижение материального благополучия и карьеры. Гарем османских султанов был ликвидирован в 1908 году.

## Галерея

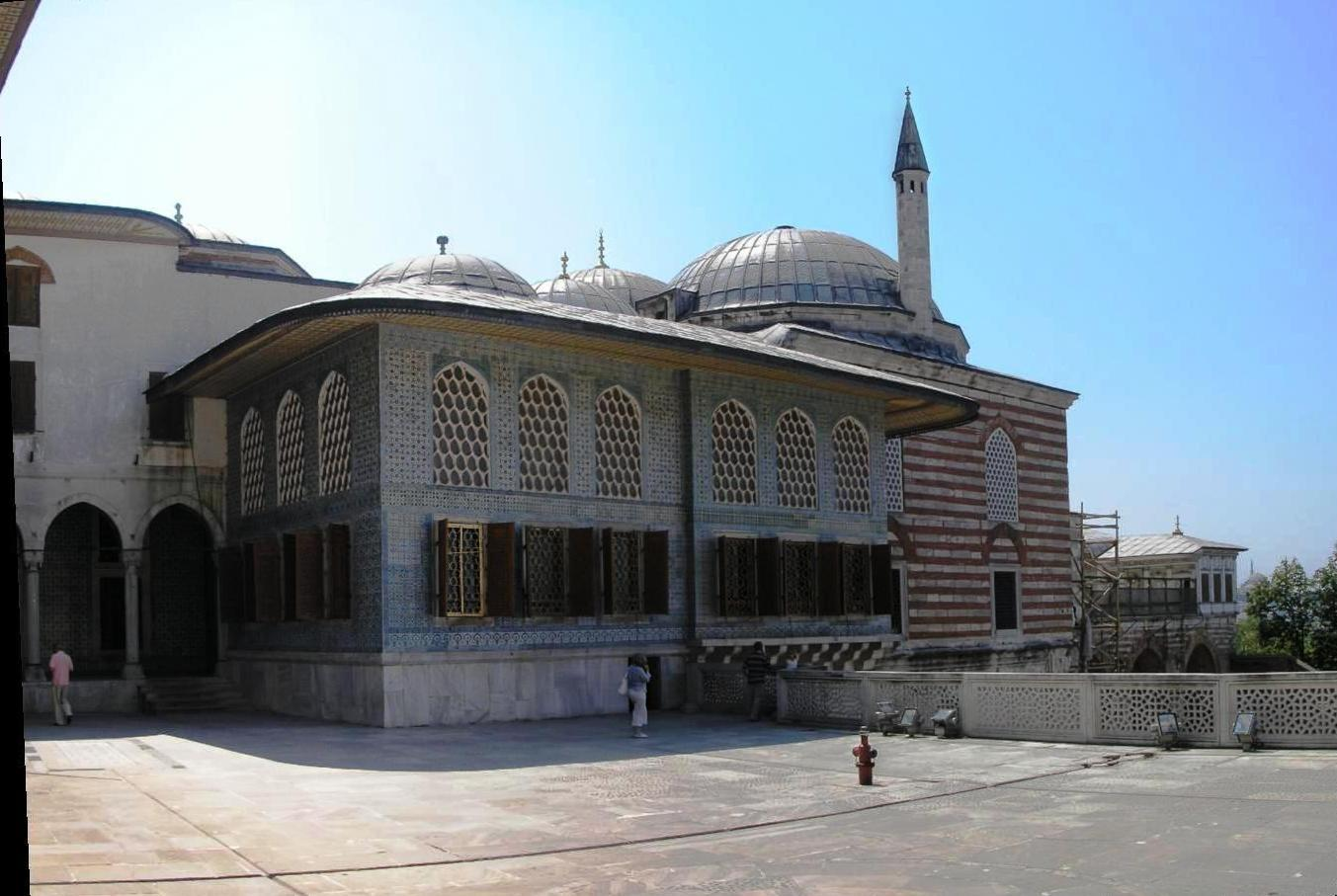
Кафе́с (от тур. kafes — «клетка»), внешний вид. — часть главного дворца Топкапы Османской империи, королевской резиденции османских султанов, место заточения шехзаде, сыновей султана и возможных престолонаследников, находящееся при дворце.
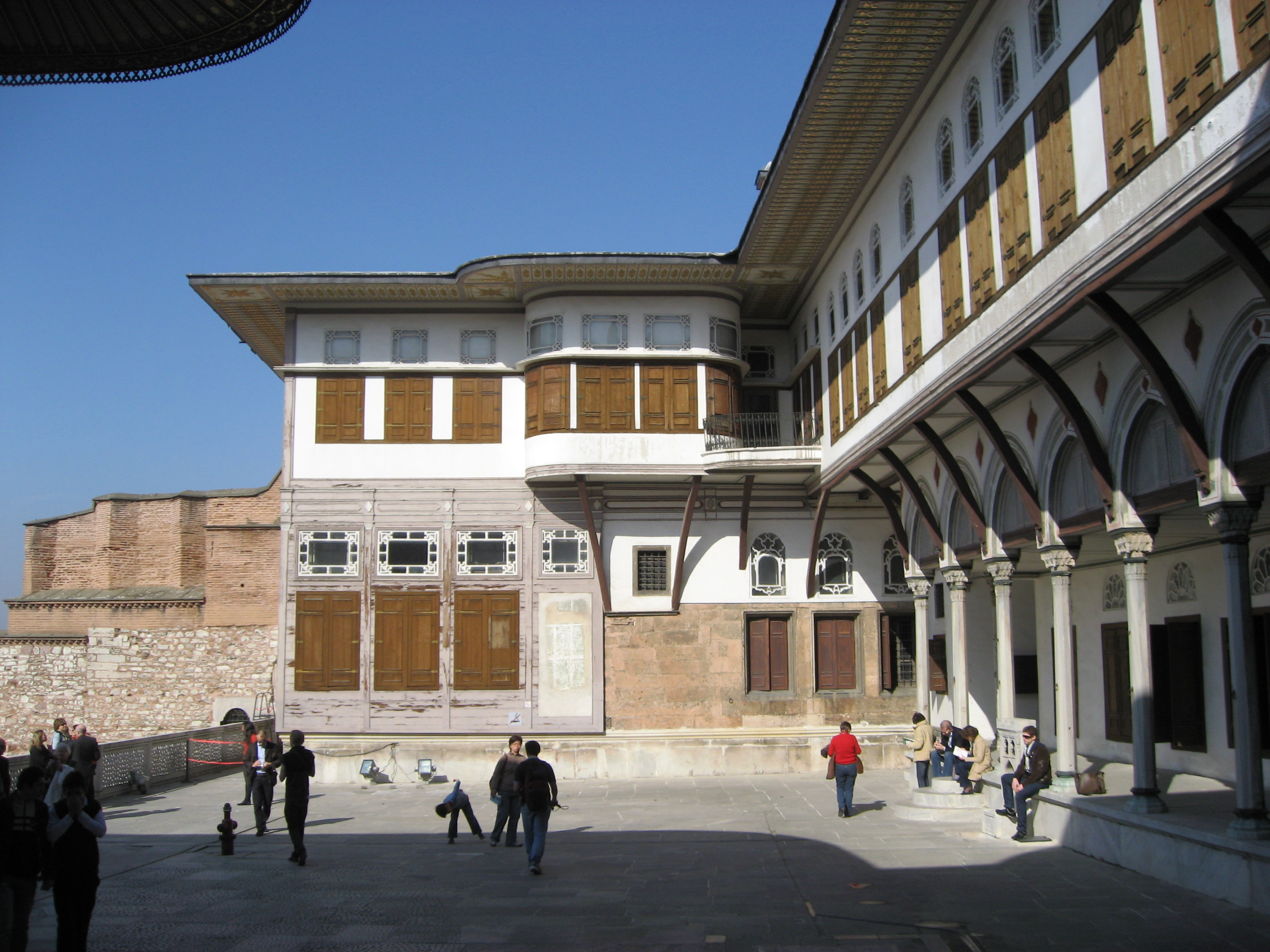
Двор фавориток во дворце Топкапы,  Если наложница беременела, то она переводилась в разряд счастливых — икбал. После рождения ребенка она получала статус жены султана. Ей полагалась отдельная комната и ежедневное меню из 15 блюд, а также множество рабынь-служанок
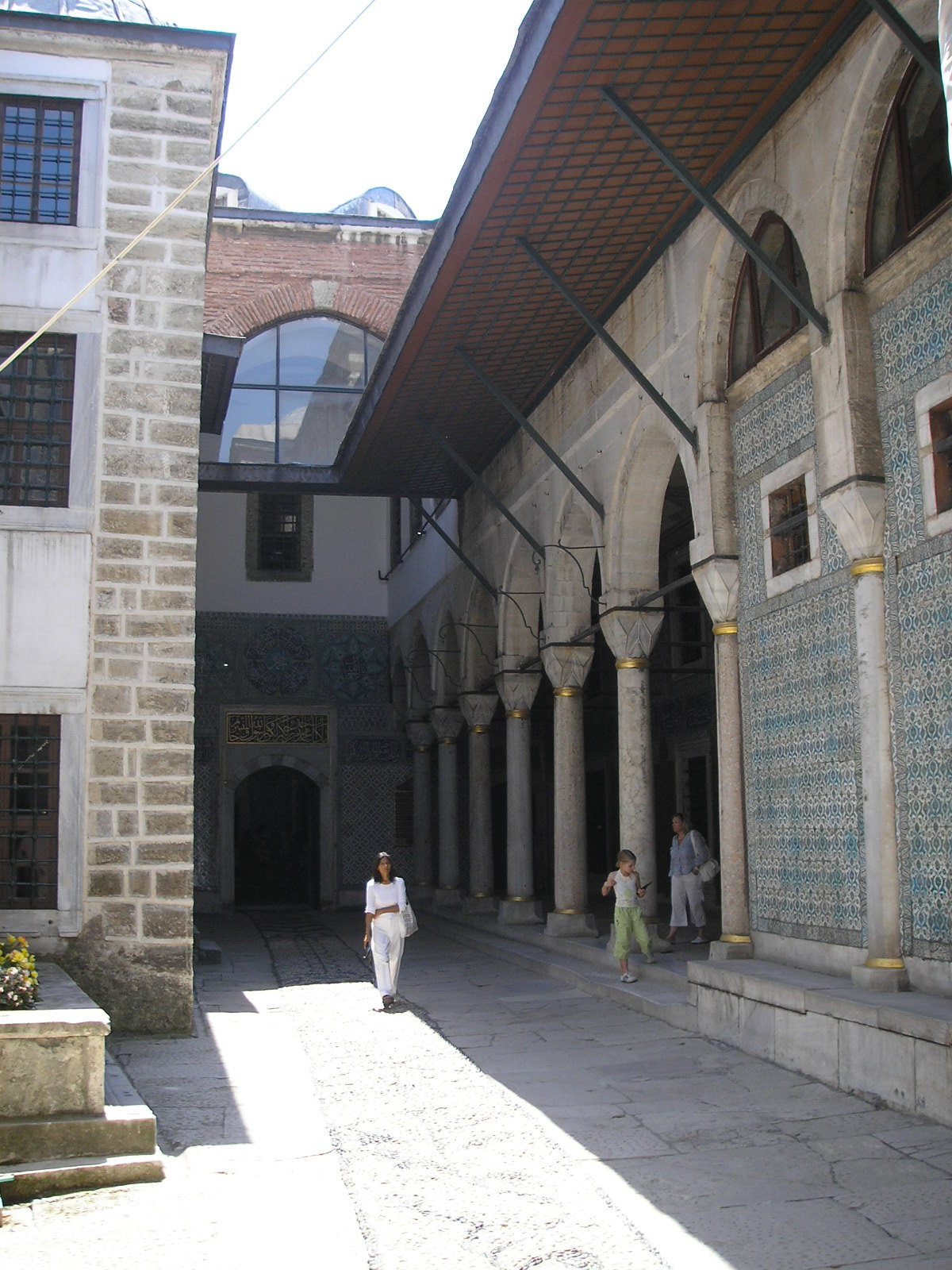
Двор евнухов дворца Топкапы
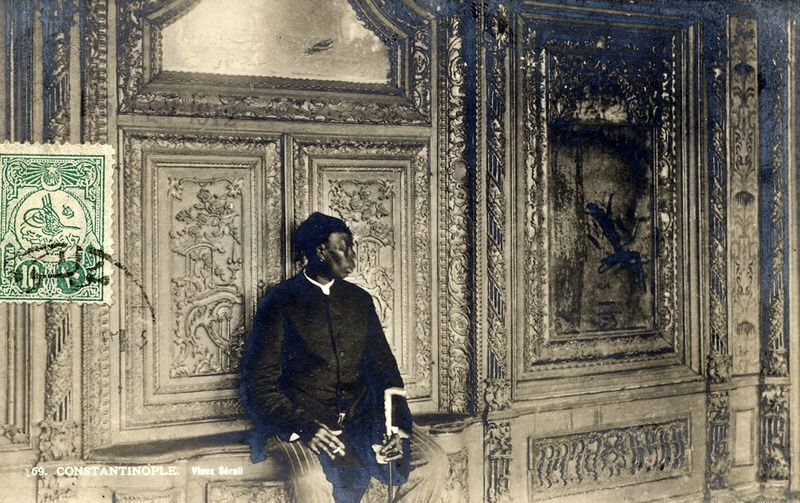
Кизляр-ага (старший чёрный евнух султана Абдул-Хамида II)